# Otto Diehl (Geologe)
Otto Diehl (* 18. Januar 1879 in Michelstadt; † 12. November 1946 in Echzell) war ein deutscher Geologe und von 1933 bis 1942 Direktor der Hessischen Geologischen Landesanstalt zu Darmstadt.

## Leben
Otto Diehl besuchte zunächst die Realschule in Michelstadt und später das Realgymnasium (heute: Gymnasium am Kurfürstlichen Schloss) in Mainz, wo er 1897 die Reifeprüfung ablegte. Er studierte Physik, Chemie, Geographie, Mineralogie und Geologie in Gießen, legte das Lehramts-Staatsexamen ab und war zunächst im Schuldienst beschäftigt, erst im oberhessischen Lauterbach (Hessen) und ab 1912 in Alsfeld. Von 1916 bis 1918 war er im Kriegsdienst in Frankreich eingesetzt. Anschließend kehrte er nach Alsfeld zurück und blieb dort bis 1928 im Schuldienst. In dieser Zeit promovierte er mit einer Arbeit über mikroskopische Beobachtungen an Mineralen aus Basalten der Alsfelder Umgebung, und damals begann er – angeregt durch den hessischen Landesgeologen Wilhelm Schottler – mit der Aufnahme des Blattes Alsfeld der Geologischen Karte 1:25.000.
1928 trat er selbst als Landesgeologe in den Dienst der Hessischen Geologischen Landesanstalt. Nach dem Tode Schottlers im Jahre 1932 übernahm er die Leitung und wurde im Jahre 1933 auch offiziell zum Direktor ernannt. Er behielt diese Position auch nach der Zusammenlegung der Geologischen Landesämter zum Reichsamt für Bodenforschung im Jahre 1939, jetzt als Direktor der Zweigstelle Darmstadt. Konflikte mit der Leitung des Reichsamtes führten im Jahr 1942 zu seiner vorzeitigen Pensionierung.
Otto Diehl war seit 1909 mit Martha Heinrici, Tochter des Kreisarztes in Lauterbach, verheiratet. Er hatte einen Sohn (* 1910), der ebenfalls Otto mit Vornamen hieß und Germanist war. Der Sohn wurde 1945 an der Ostfront als vermisst gemeldet.
Beim Luftangriff auf Darmstadt im Jahre 1944 verlor die Familie ihren gesamten Besitz. Das Ehepaar fand Unterkunft in Echzell, wo Otto Diehl an einem Herzleiden verstarb. Er ist auf dem Waldfriedhof von Darmstadt beigesetzt.

## Wissenschaftliches Wirken
Otto Diehl konzentrierte sein wissenschaftliches Interesse auf die Geologie Oberhessens. Er nahm in diesem Gebiet zwei Blätter der Geologischen Karte 1:25.000 (Alsfeld, Lauterbach) auf und war an der Bearbeitung der Blätter Frankfurt/M. und Marburg der Geologischen Übersichtskarte von Deutschland 1:200.000 beteiligt. Er publizierte darüber hinaus zahlreiche Arbeiten zur Petrographie der vulkanischen Gesteine des Vogelsberges sowie über die Geologie des Lauterbacher Grabens und der Braunkohlenvorkommen der Wetterau.

## Publikationen (Auswahl)
- Mikroskopische Beobachtungen und kristalloptische Messungen an Mineralen in Basaltgesteinen in der Umgebung Alsfelds. Dissertation. Gießen 1925.
- Blatt Alsfeld. Geologische Karte von Hessen 1:25.000, mit Erläuterungen. Darmstadt 1926.
- Blatt Lauterbach. Geologische Karte von Hessen 1:25.000, mit Erläuterungen. Darmstadt 1935.